# Синагога кравців (Запоріжжя)
Синагога «Кравців» — молитовний будинок, історична кульова релігійна споруда в місті Запоріжжя, Україна. Розташована на вулиці Левка Лукʼяненка, 22. Побудована в кін. 19 ст (1888).
Відома як синагога ремісників. Націоналізована, повернута громаді після здобуття Україною незалежності (1991, реставрована у 1995). У будівлі знаходиться громада «Яхад», яка з'явилася в 1994 році на базі Товариства єврейської культури яке було засноване в 1991 році. Основні цілі та завдання: вивчення традицій єврейського народу, вивчення мов (іврит, ідиш, англійська), проведення єврейських свят і заходів.
Зараз фасад будівлі потребує капітального ремонту та реконструкції. Тому єврейська громада «Яхад» робить усе можливе, аби зберегти будівлю у первісному стані, та запобігти руйнуванню синагоги «Кравців».
Пам'ятка архітектури місцевого значення. Синагога добре збереглася і знаходиться в хорошому стані. На будівлі є меморіальна табличка пам'яті городян-жертв Голокосту.
25 травня 2022 року, під час російського вторгнення в Україну, вибуховою хвилею внаслідок ракетного удару в синагозі було вибито вікна в оригінальних рамах.

## Галерея

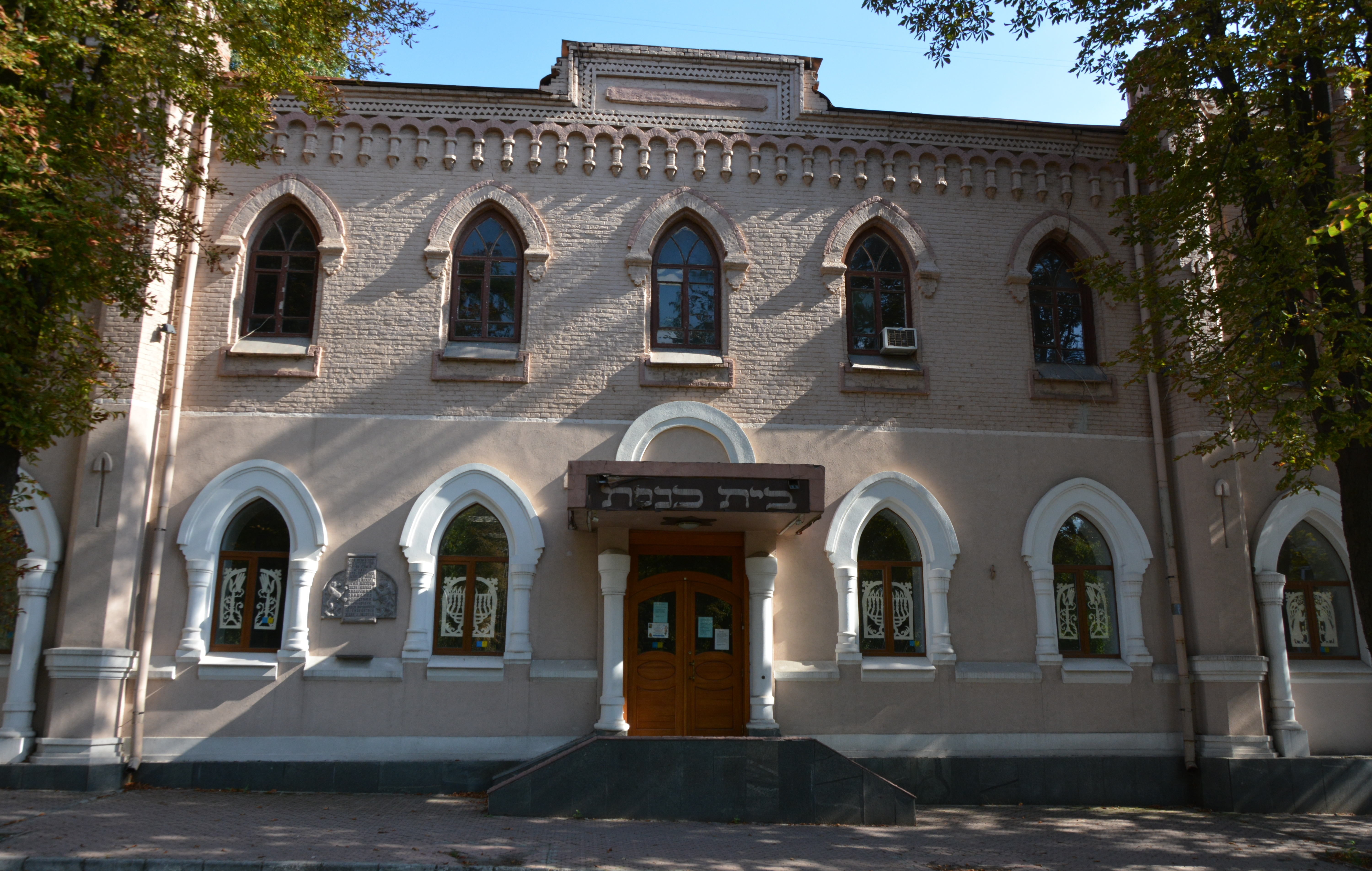
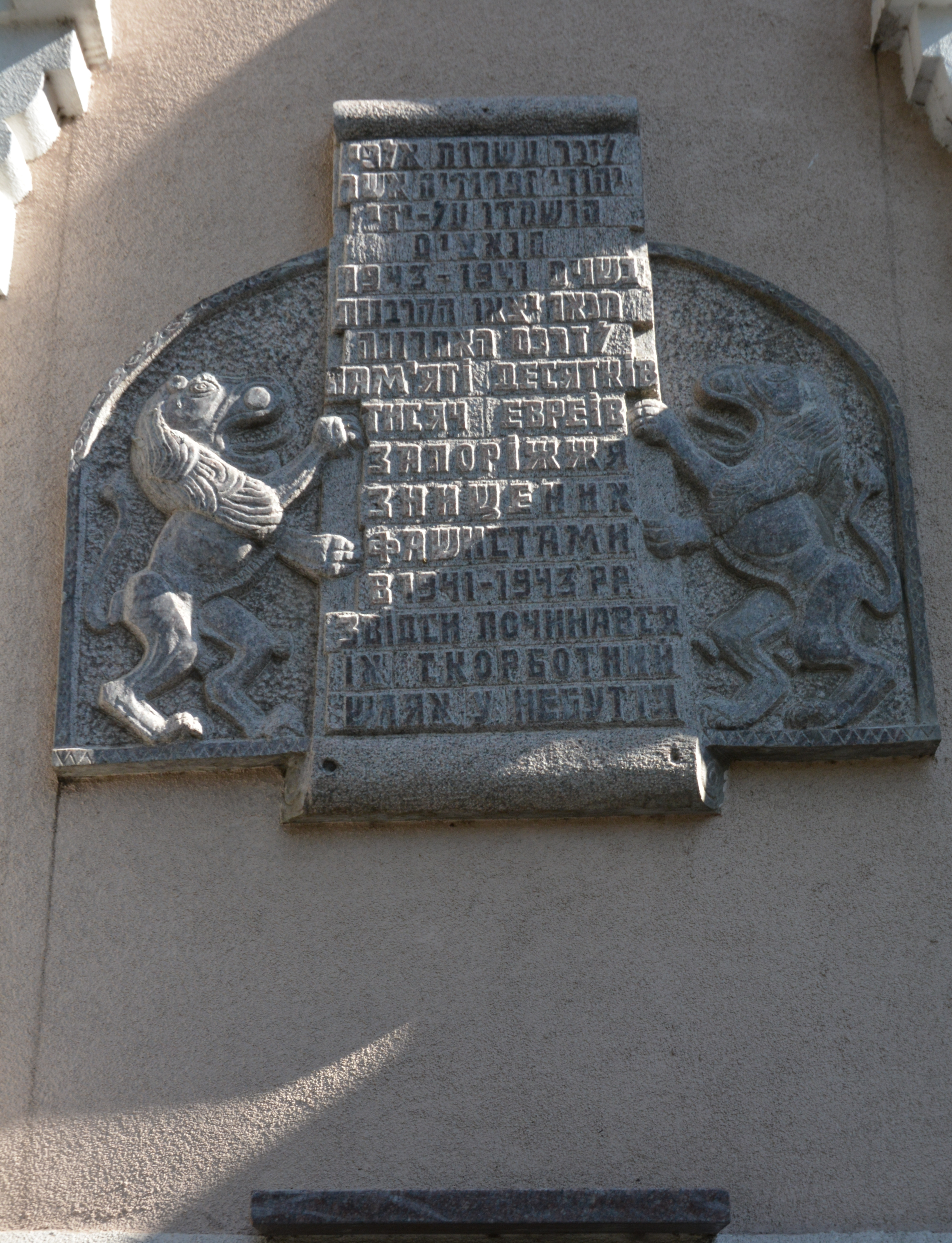
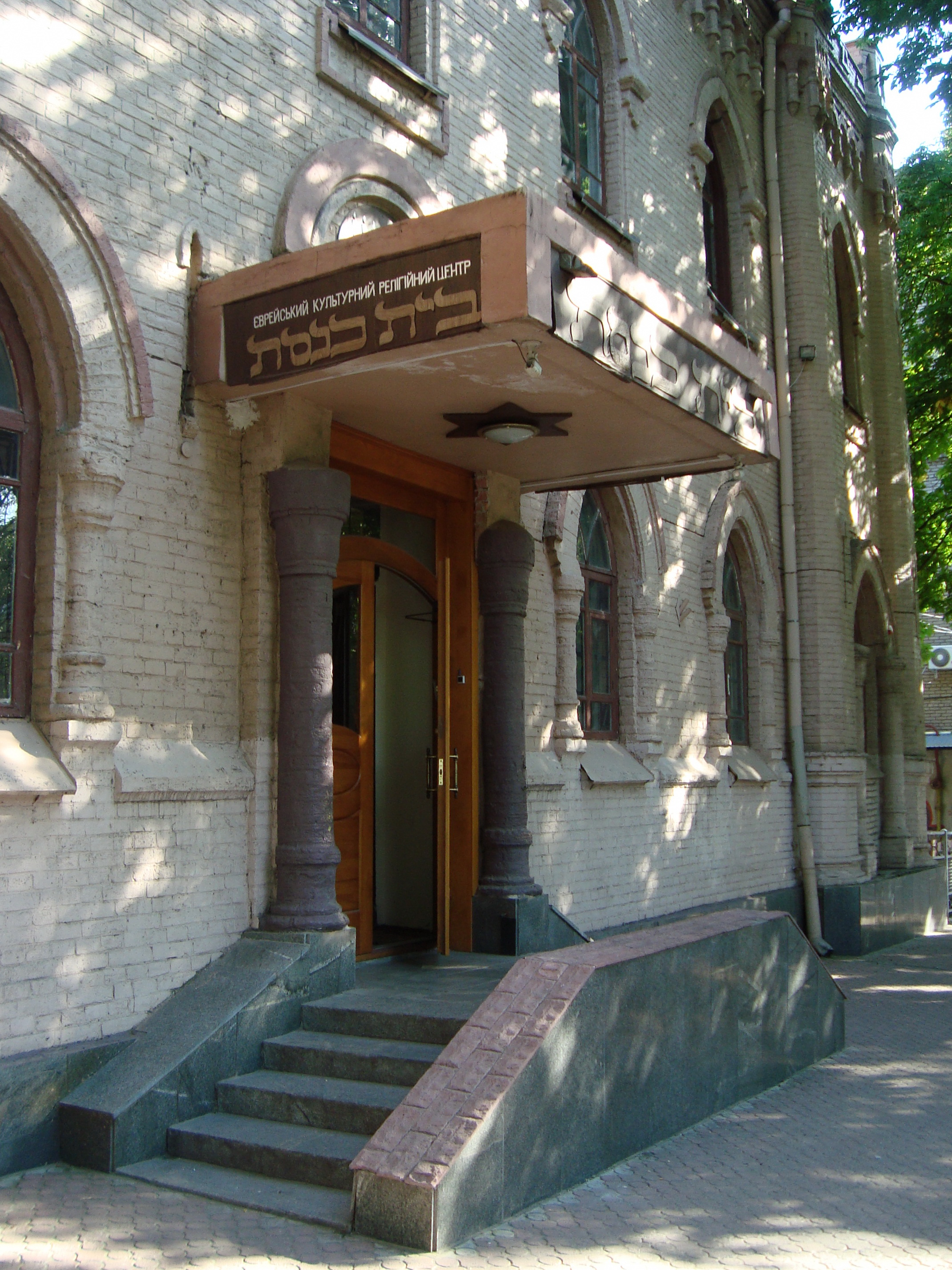